# Hadakara
hadakara（ハダカラ）は、ライオンが2016年9月28日より発売したボディ洗浄料（ボディソープ）のブランド名である。

## 概要
2015年現在、国内ボディソープ市場においてライオンのシェアがわずか2%程度にとどまっていること、またボディソープのブランド別国内シェアが、花王の「ビオレu」およびユニリーバの「Dove」の2強状態が続いていることから、これらを打破し、2019年のシェア10%を達成すること、またブランド別シェアでトップ3に入ることを目標として開発された。ライオンが、ボディソープの新ブランドを立ち上げるのは、「BATHTOLOGY（バストロジー）」以来、約8年ぶりである。
本ボディソープは、保湿成分であるカチオン性高分子が水を混ぜて泡立てる時に「保湿成分複合体」に変化することで、すすぎ時に肌に吸着して洗い流されず、ベールのように肌を覆う「吸着保湿処方」が用いられている。2017年3月に追加発売された「保湿+サラサラ仕上がりタイプ」には「サラサラリキッド成分」が追加配合されている。
なお、「hadakara」の発売開始当初は液体タイプの「植物物語ハーブブレンド ボディソープ」や泡タイプの「BATHTOLOGY 泡のボディケアウォッシュ」も併売されていたが、「植物物語ハーブブレンド ボディソープ」は2016年9月から2017年9月にかけて順次製造終了、「BATHTOLOGY 泡のボディケアウォッシュ」も2018年9月に製造終了されたことで、ライオンが発売する一般向けのボディソープは液体タイプ・泡タイプ共に「hadakara」に集約された。

## 歴史
- 2016年9月28日 - 「ボディソープ」発売。当初は、フローラルブーケの香り・リッチソープの香り・フルーツガーデンの香りの3種類が発売されていた[3]。
- 2017年
  - 3月29日 - 「ボディソープ 保湿+サラサラ仕上がりタイプ」を追加発売。当初は「グリーンフルーティの香り」のみで、内容量は「ボディソープ」よりも20ml少なく設定されている（本体：480ml、つめかえ用：340ml）[4]。
  - 8月30日 - 「ボディソープ」に「ピュアローズの香り」を発売。併せて、「フローラルブーケの香り」と「リッチソープの香り」には1080ml入りの「つめかえ用 特大」が追加発売された[5]。
- 2018年
  - 3月28日 - 「ボディソープ 保湿+サラサラ仕上がりタイプ」に「アクアソープの香り」を追加発売[6]。
  - 9月26日 - 「ボディソープ 泡で出てくるタイプ」を追加発売[7]。なお、泡で出てくるタイプの発売に伴い、既存の「ボディソープ」のつめかえ用は「液体タイプ」と明記するパッケージデザインへ変更された。
- 2019年
  - 4月1日 - 介護施設向けブランド「ラクタスケア」の一製品として、業務用製品「hadakara ラクタスケア うるおいとどまる泡ボディソープ」を発売[8]。
  - 7月10日 - 「ボディソープ 泡で出てくるタイプ」に「クリーミーソープの香り」を追加発売。
  - 10月2日 - 「ボディソープ」に「シトラス&カシスの香り」を追加発売（発売に伴い「フルーツガーデンの香り」は製造終了となる）。併せて、「フレッシュフローラルの香り（「フローラルブーケの香り」から改名）」と「リッチソープの香り」には、「つめかえ用 特大」に替わり、800ml入りの「つめかえ用大型サイズ」を追加発売。他の既存品もパッケージデザインが変更され、発売以来初のリニューアルとなった[9]。
- 2020年
  - 2月 - 「ボディソープ 泡で出てくるタイプ」を仕様変更。処方が変更されたほか、ボトル右側面に残量確認用のスリットが追加された。
  - 3月 - 「ボディソープ 保湿+サラサラ仕上がりタイプ」の液色を透明に変更し、「ボディソープ サラサラタイプ」へ改名しリニューアル（自然切替）[10]。
  - 4月1日 - 清涼剤メントールを配合したクールタイプ「ボディソープ 保湿+ひんやりサラサラ仕上がり クールフレッシュソープの香り」、「ボディソープ 泡で出てくるタイプ 保湿+ひんやり クールフレッシュソープの香り」を数量限定で発売。これらの商品は通常の「ボディソープ」や「ボディソープ 泡で出てくるタイプ」よりも内容量が少なく設定されている（液体本体：460ml、液体つめかえ用：320ml、泡本体：530ml、泡つめかえ用：420ml）[11]。
  - 9月30日 - 天然由来のオイル成分（オクチルドデカノール）が配合された「ボディソープ 泡で出てくるオイルインタイプ ローズガーデンの香り」、「ボディソープ オイルインタイプ ローズガーデンの香り」を発売[12]（なお、「ボディソープ オイルインタイプ」の発売に伴って「ボディソープ」のレギュラータイプのラインナップを「フレッシュフローラルの香り」と「リッチソープの香り」の2種類に集約し、「シトラス&カシスの香り」と「ピュアローズの香り」は2020年10月製造終了）。同時に、「ボディソープ 泡で出てくるタイプ フローラルブーケの香り」に通常サイズの1.5倍量（825ml）で、つめかえ用大型サイズを1回で全量つめかえ可能な本体特大サイズを追加発売。
  - 10月 - 「ボディソープ」（フレッシュフローラルの香り・リッチソープの香り）を仕様変更。トレハロースが新たに配合された。
- 2021年
  - 3月 - 「ボディソープ サラサラタイプ」の組成とパッケージデザインを変更し、「ボディソープ サラサラfeelタイプ」に改名してリニューアル（自然切替）[13]。
  - 3月1日 - 「ボディソープ 泡で出てくるタイプ」に数量限定品の「ハピネスブーケの香り」を発売。通常の「ボディソープ 泡で出てくるタイプ」に比べて内容量が少なく設定されている（本体：530ml、つめかえ用：420ml）[14]。
  - 3月31日 - 「ボディソープ 泡で出てくるサラサラfeelタイプ」と「ボディソープ サラサラfeelタイプ つめかえ用特大サイズ」を発売[13]（なお、「サラサラタイプ」にラインナップされていた「アクアソープの香り」は2021年3月に製造を終了し、「サラサラfeelタイプ」の香りは液体タイプ・泡タイプともにグリーンシトラスの香りのみとなる）。
  - 4月30日 - 2020年4月に発売された「ボディソープ 保湿+ひんやりサラサラ仕上がり クールフレッシュソープの香り」、「ボディソープ 泡で出てくるタイプ 保湿+ひんやり クールフレッシュソープの香り」を数量限定で再発売[15]。
  - 9月29日 - 「ボディソープ 泡で出てくるタイプ」をリニューアル[16]（つめかえ用は同年9月に自然切替）し、殺菌成分のIPMP（イソプロピルメチルフェノール）・ニオイ吸着成分・ハーモナイズド香料を配合した「泡で出てくる薬用デオドラントボディソープ」「薬用デオドラントボディソープ」を発売[17]。なお、既存の「ボディソープ」「サラサラfeelタイプ」「オイルインタイプ」も9月より順次パッケージデザインが変更される。
  - 11月17日 - 「ボディソープ オイルインタイプ」に通常サイズの約2.2倍量（750ml）でキャップ付きのつめかえ用大型サイズを追加発売。
- 2022年
  - 3月 - 「ボディソープ 泡で出てくるサラサラfeelタイプ」をリニューアル（自然切替）[18]。
  - 4月19日 - 「ボディソープ 泡で出てくるひんやりタイプ クールアクアミントの香り」を数量限定で発売[19]。
  - 9月28日 - 抗炎症成分グリチルリチン酸ジカリウムを配合し、低刺激処方とした「ボディソープ 泡で出てくる薬用ピュアマイルドタイプ」を発売[20]。
- 2023年1月19日 - ローズヒップエキス（カニナバラ果実エキス、製品の湿潤剤）やAHA（クエン酸、基剤）を配合した「ボディソープ 泡で出てくるタイプ ヒーリングフルーティの香り」を数量限定で発売[21]。

## ラインナップ
また、「フレッシュフローラルの香り」と「リッチソープの香り」には、キャップ付スタンディングパウチ仕様の業務用（2L）も設定されている（ライオンハイジーンが販売）。

### ギフト製品
- hadakara ギフト - 2020年4月に「ボディソープ フレッシュフローラルの香り」の本体・つめかえ用のペア構成を手提げ箱に封入したLHA-13へリニューアルされた。

## TVCM

### 出演者
- ディーン・フジオカ（「流されていた」「挑戦」「大人の思い込み」「子供の乾燥」篇、2016年9月28日 - ）][22]
- 中谷美紀（「吸着保湿」「挑戦」「大人の思い込み」「子供の乾燥」篇、2016年9月28日 - ）
- 芦田愛菜（「大人の思い込み」「子供の乾燥」篇、2017年8月30日 - ）[23]

### 内容
キャッチフレーズは「だから、hadakara」。商品の特徴である保湿成分が洗い流されないことを明確に伝えるために、2つの異なる表現によるTVCMを制作。 「流されていた」篇では、ディーン・フジオカが出演し、「従来のボディソープに入っていた保湿成分がほとんど流されていた」という事実を伝える。「吸着保湿」篇では、中谷美紀が出演し、日本初の吸着保湿処方による「hadakara」は「保湿成分が洗い流されない」ことを伝える。さらに、保湿成分そのものを、空中に浮く水球としてCGで描き、2人がそれぞれ、その保湿成分そのものに触れるシーンを印象深く表現。